# Poetin (Pferd)
Poetin (1997 – 13. Dezember 2005) war eine Dressurstute, welche die 2003 World Young Dressage Horse Champion der 6-jährigen gewann. Sie wurde für eine Rekordsumme bei der PSI-Auktion in Ankum, Deutschland verkauft.

## Herkunft
Poetin wurde vom Brandenburgischen Haupt- und Landgestüt Neustadt/Dosse gezogen. Sie stammte aus der Blutlinie von Sandro Hit, dem Sieger der 1999 World Championships Dressage der 6-jährigen und Sieger des deutschen Bundeschampionats. Ihre Mutter Poesie war eine Tochter von Brentano II, dem Hannoveraner Hengst des Jahres 2003.

## Dressurlaufbahn
Poetins Dressurlaufbahn war kurz und erfolgreich. Sie siegte als Dreijährige beim Bundeschampionat der Dressurpferde unter Heinz-Heinrich Meyer zu Strohen. Dort bekam sie für das Gebäude die Wertnote 9,0, eine 8,5 für den Schritt, eine 9,0 für den Trab und eine 9,0 für ihre gute Bergauf-Galoppade. 2002 gewann sie erneut das  Bundeschampionat der fünfjährigen Dressurpferde.
2003 gewann sie die World Young Dressage Horse Championship der Sechsjährigen, wo sie für ihren Trab die außergewöhnliche Wertnote 10 bekam.

## Besitzer
Im Anschluss an die Championate wurde Poetin bei der PSI Auktion von 2003 für die Rekordsumme von 2,5 Millionen Euro verkauft. Die Gebote von zehn interessierten Parteien begannen mit 100.000 Euro und endeten mit dem Zuschlag für Peter und Patty van der Zwan vom Stall De Keizershoeve in Kessel, Niederlande, und der ING Bank, die Poetin als Zuchtstute nutzen wollten. Der Zuschlag war doppelt so hoch, wie der bisherige Rekord von 2,8 Millionen DM. In der Folge zwangen finanzielle Streitigkeiten zwischen den van der Zwans und der ING Bank das Paar dazu mehrere ihrer Pferde zu verkaufen. Um den drohenden Verkauf von Poetin abzuwenden, versteckten sie die Stute. Sie wurde schließlich am 25. August 2005 von der niederländischen Polizei in Deutschland, in einer  Pferdeklinik in Kerken gefunden, wo sie angeblich wegen einer Irritation am rechten Vorderbein behandelt wurde.
Poetin wurde nach Balkenschoten in Nijkerk in den Niederlanden zurückgebracht und wurde am 1. September 2005 von Cees Lubbers Auctioneers verkauft. Obwohl sie im Schritt vorsichtig wirkte, zeigte sie noch immer ihren brillanten Trab, Galopp und fliegende Wechsel. Unter den Bietern war die Grand Prix-Reiterin Gina Capellmann-Lütkemeier, die jedoch bei 700.000 Euro stoppte. Die achtjährige Brandenburger Stute wurde schließlich für 900.000 Euro an Xavier Marie verkauft, Besitzer des Gestüts Haras de Hus in Frankreich.

## Nachkommen
- A Special Poetin (von Jazz) ist das erste Embryonentransfer-Fohlen aus Poetin. Das Rapp-Stutfohlen wurde am 1. September 2005 bei der Auktion von Cees Lubbers Auctioneers verkauft und von Peter van der Zwan durch einen Agenten für 138.000 Euro zurückgekauft, was der höchste Preis ist, den bisher ein Warmblutfohlen in einer Auktion einbrachte. A Special Poetin wurde von Totilas besamt, bekam jedoch ein totes Fohlen. Erst aus der Besamung mit IPS Bon Bravour wurde 2012 das KWPN-Hengstfohlen Hilton geboren.[1][2]

## Klone
Xavier Marie ließ Poetin klonen um ihre Erbanlagen zu retten. 
- Poetin Z CL 1 ist der erste Klon von Poetin.  Das Fohlen wurde am 30. März 2007 geboren und wurde auf dem Haras de Hus aufgezogen.[3][4] Aus der Anpaaarung mit Don Juan De Hus stammt Dorian Grey de Hus, der bei den Weltmeisterschaften der jungen Dressurpferde 2018 Platz 5 errang.[5]

- Poetin Z CL 2 ist der zweite Klon von Poetin und wurde 2007 geboren.[6][7] Mit Hilfe von Embryonentransfer gelang es zwischen 2010 und 2017 dreizehn Fohlen aus Poetin Z CL 2 zu ziehen.[8]

## Tod
Am 3. September 2005 wurde Poetin zu ihrem neuen Heim im Haras de Hus, Petit-Mars gebracht. Sie zeigte schon bei der Ankunft eine schwere Hufrehe in beiden Vorderhufen und konnte kaum aufstehen. Trotz sofortiger Therapie drohte das Ausschuhen und die Stute musste am 12. Dezember getötet werden.
Im Nachhinein zeigte sich, dass die Stute für die Auktion mit Kortikosteroiden behandelt worden war. Sie trug vor der Auktion einen therapeutischen Beschlag und durfte wegen eines Sehnenschadens nur auf weichem Boden gehen. Die Steroide maskierten die Lahmheit und könnten der Auslöser für die Rehe gewesen sein, da dies eine mögliche Nebenwirkung ist. Das Pferd in diesem Zustand auf einer Auktion vorzustellen und eine zehnstündige Fahrt nach Frankreich zu schicken war dem Tierwohl nicht dienlich. Xavier Marie verklagte die ING Bank, weil die Medikation hätte offen gelegt werden müssen, verlor jedoch den Prozess.

## Abstammung
Poetin, 1997 dunkelbraune Stute
| Vater Sandro Hit blk. 1993 Oldenburg      | Sandro Song blk. 1988 Oldenburg        | Sandro dkb/br. 1974 Holsteiner    | Sacramento Song |
| Vater Sandro Hit blk. 1993 Oldenburg      | Sandro Song blk. 1988 Oldenburg        | Sandro dkb/br. 1974 Holsteiner    | Duerte          |
| Vater Sandro Hit blk. 1993 Oldenburg      | Sandro Song blk. 1988 Oldenburg        | Antenne II 1984 Oldenburg         | Gepard          |
| Vater Sandro Hit blk. 1993 Oldenburg      | Sandro Song blk. 1988 Oldenburg        | Antenne II 1984 Oldenburg         | Antenne         |
| Vater Sandro Hit blk. 1993 Oldenburg      | Loretta blk/br. 1987 Oldenburg         | Ramino blk/br. 1980 Westfahle     | Ramiro Z        |
| Vater Sandro Hit blk. 1993 Oldenburg      | Loretta blk/br. 1987 Oldenburg         | Ramino blk/br. 1980 Westfahle     | Dombuche        |
| Vater Sandro Hit blk. 1993 Oldenburg      | Loretta blk/br. 1987 Oldenburg         | Lassie 1983 Oldenburg             | Welt As         |
| Vater Sandro Hit blk. 1993 Oldenburg      | Loretta blk/br. 1987 Oldenburg         | Lassie 1983 Oldenburg             | Lucie           |
| Mutter Poesie ch. 1992 Berlin Brandenburg | Brentano II ch. 1983 Hannoveraner      | Bolero ch. 1975 Hannoveraner      | Black Sky       |
| Mutter Poesie ch. 1992 Berlin Brandenburg | Brentano II ch. 1983 Hannoveraner      | Bolero ch. 1975 Hannoveraner      | Baronesse       |
| Mutter Poesie ch. 1992 Berlin Brandenburg | Brentano II ch. 1983 Hannoveraner      | Glocke br. 1973 Hannoveraner      | Grande          |
| Mutter Poesie ch. 1992 Berlin Brandenburg | Brentano II ch. 1983 Hannoveraner      | Glocke br. 1973 Hannoveraner      | Ferbel          |
| Mutter Poesie ch. 1992 Berlin Brandenburg | Primadonna ch. 1988 Berlin Brandenburg | Gotland br. 1981 Hannoveraner     | Goldstein       |
| Mutter Poesie ch. 1992 Berlin Brandenburg | Primadonna ch. 1988 Berlin Brandenburg | Gotland br. 1981 Hannoveraner     | Pipeline        |
| Mutter Poesie ch. 1992 Berlin Brandenburg | Primadonna ch. 1988 Berlin Brandenburg | Parabiose 1984 Berlin Brandenburg | Sekurit         |
| Mutter Poesie ch. 1992 Berlin Brandenburg | Primadonna ch. 1988 Berlin Brandenburg | Parabiose 1984 Berlin Brandenburg | Parabel II      |